# فراسیون (سرده)
فراسیون (نام علمی: Marrubium) نام یک سرده از تیره نعناعیان است.